# William Cottrell
William H. Dennis Cottrell noto anche come Bill Cottrell (South Bend, 19 novembre 1906 – Burbank, 22 dicembre 1995) è stato uno sceneggiatore e regista statunitense.

## Biografia
Nel 1929, entrò ai Disney Studios come cameraman, poi venne spostato al montaggio prima di continuare nel dipartimento di sceneggiatura. Realizzò diversi lungometraggi come regista di sequenze o sceneggiatura. Nel 1941 seguì Walt Disney durante il suo viaggio in Sud America. Nel 1952 divenne presidente della WED Enterprises, una società privata di proprietà diretta della Walt Disney e responsabile della costruzione del parco a tema Disneyland ma sviluppò anche la serie televisiva Zorro. Dal 1964 al 1982 è stato presidente della Retlaw Enterprises, la holding privata della famiglia Disney. Nel 1994 è stato nominato Disney Legends. È anche stato il secondo marito di Hazel Cottrell (nata Bounds, Sewell dal suo primo matrimonio), sorella di Lillian Disney (nata Bounds), lei stessa moglie di Walt Disney.

## Filmografia
- 1933: La notte di Natale
- 1934: Il negozio di porcellane
- 1934: La cicala e la formica
- 1935: I tre orfanelli
- 1935: Il lago incantato
- 1935: Il gattino brigante
- 1935: Chi ha ucciso Cock Robin?
- 1936: Lo specchio magico
- 1936: Il cugino di campagna
- 1936: Il rivale di Topolino
- 1936: Gattini in festa
- 1937: Biancaneve e i sette nani, regista
- 1938: I pescatori di stelle
- 1938: La falena e la fiamma
- 1940: Pinocchio
- 1940: Il drago riluttante
- 1942: Saludos Amigos
- 1943: Vittoria nell'aria
- 1944: I tre caballeros
- 1948: Lo scrigno delle sette perle
- 1951: Alice nel Paese delle Meraviglie
- 1952: La piccola casa
- 1953: Le avventure di Peter Pan
- 1954: Petit Toot, autore